# Васнецов Віктор Михайлович
Ві́ктор Миха́йлович Васнецо́в (рос. Ви́ктор Миха́йлович Васнецо́в; 3 (15) травня 1848, с. Лоп'ял, Вятка, Російська імперія (нині Кіровська область) — 23 липня 1926, Москва, РРФСР, СРСР) — російський художник, майстер історичного та фольклорного живопису. Молодший брат — художник Аполлінарій Васнецов. Є одним із авторів розписів у Володимирському соборі в Києві.

## Біографія
Народився 3 (15) травня 1848 р. в чуваському селі Лоп'ялі («Тихе село» в перекладі з чуваської) Уржумської волості Вятської губернії (нині — Кіровської області) у родині спадкового православного священика Михайла Васильовича Васнецова (1823-1870), що походив зі стародавнього вятського роду Васнецових, та його дружини Аполлінарії Іванівни.
У родині було шестеро синів, із яких Віктор був другим. У 1850 році батько отримав нову парафію, і родина переїхала в невелике село Рябово, де було збудовано з модрини затишний будинок із мезоніном. У ньому Віктор провів свої дитячі роки, які згадував із вдячним відчуттям усе життя.

Пам'ятна дошка на будинку в Києві, де в 1885—1889 роках мешкав Васнецов

Освіту здобув у Вятській духовній семінарії. Учився живопису в Санкт-Петербурзі — спершу в Івана Крамського в «Малювальній школі товариства підохочення мистецтв» (рос. Рисовальная школа общества поощрения художеств) у 1867–1868 рр., потім у Художній Академії (1868–1875).
Після закінчення Академії їздив за кордон. Виставляти свої роботи почав у 1869 році, беручи участь спочатку в експозиціях Академії, потім — у виставках передвижників.
На початку 1885 року отримав від Адріяна Прахова запрошення взяти участь у розписі щойно збудованого Володимирського собору в Києві. Не відразу, але свою згоду художник дає. У нього вже є досвід — абрамцевська церква Спаса, епічні полотна. Усе це дозволяє йому звернутися до розпису великих стін, створення монументально-декоративного простору.
Будучи віруючою людиною, в роботі для церкви він починає бачити своє справжнє покликання. У величезному соборі Васнецову треба було розписати головний неф і апсиду, відобразити найважливіші сюжети Старого та Нового Заповітів, зобразити російських історичних діячів, прилічених до лику святих, прикрасити споруду орнаментами.
У 1893 році Васнецов стає дійсним членом художньої Академії.
Російський патріот-великодержавник. Після 1905 року співчував Союзу російського народу, але не став його членом, брав участь в оформленні його видань.
Помер 23 липня 1926 року в Москві.

## Творчість
У творчості Васнецова яскраво представлені різні жанри, що стали етапами дуже цікавої еволюції: від побутового малювання до казки, від станкового живопису до монументального, від приземленості сподвижників до прообразу стилю модерн. На ранньому етапі в роботах Васнецова переважали побутові сюжети, наприклад в картинах «З квартири на квартиру» (1876), «Військова телеграма» (1878), «Книжкова ятка» (1876), «Балагани в Парижі» (1877).
Пізніше головним напрямом стає билинно-історичне — «Витязь на роздоріжжі» (1882), «Після побоїща Ігоря Святославича з половцями» (1880), «Альонушка» (1881), «Іван Царевич на Сірому Вовку» (1889), «Богатирі» (1881—1898), «Цар Іван Васильович Грозний» (1897).
У кінці 1890-х все помітніше місце в його творчості посідає релігійна тема (роботи у Володимирському соборі в Києві і в храмі Воскресіння в Санкт-Петербурзі, акварельні малюнки і підготовчі оригінали стінного живопису для собору святого Володимира).
Після революції 1917 року Васнецов продовжував працювати над народними казковими темами, створюючи полотна «Бій Добрині Микитича з семиголовим Змієм Гориничем» (1918); «Кощій Безсмертний» (1917—1926).
Фасад Третьяковської галереї виконаний за його малюнками.

## Твори

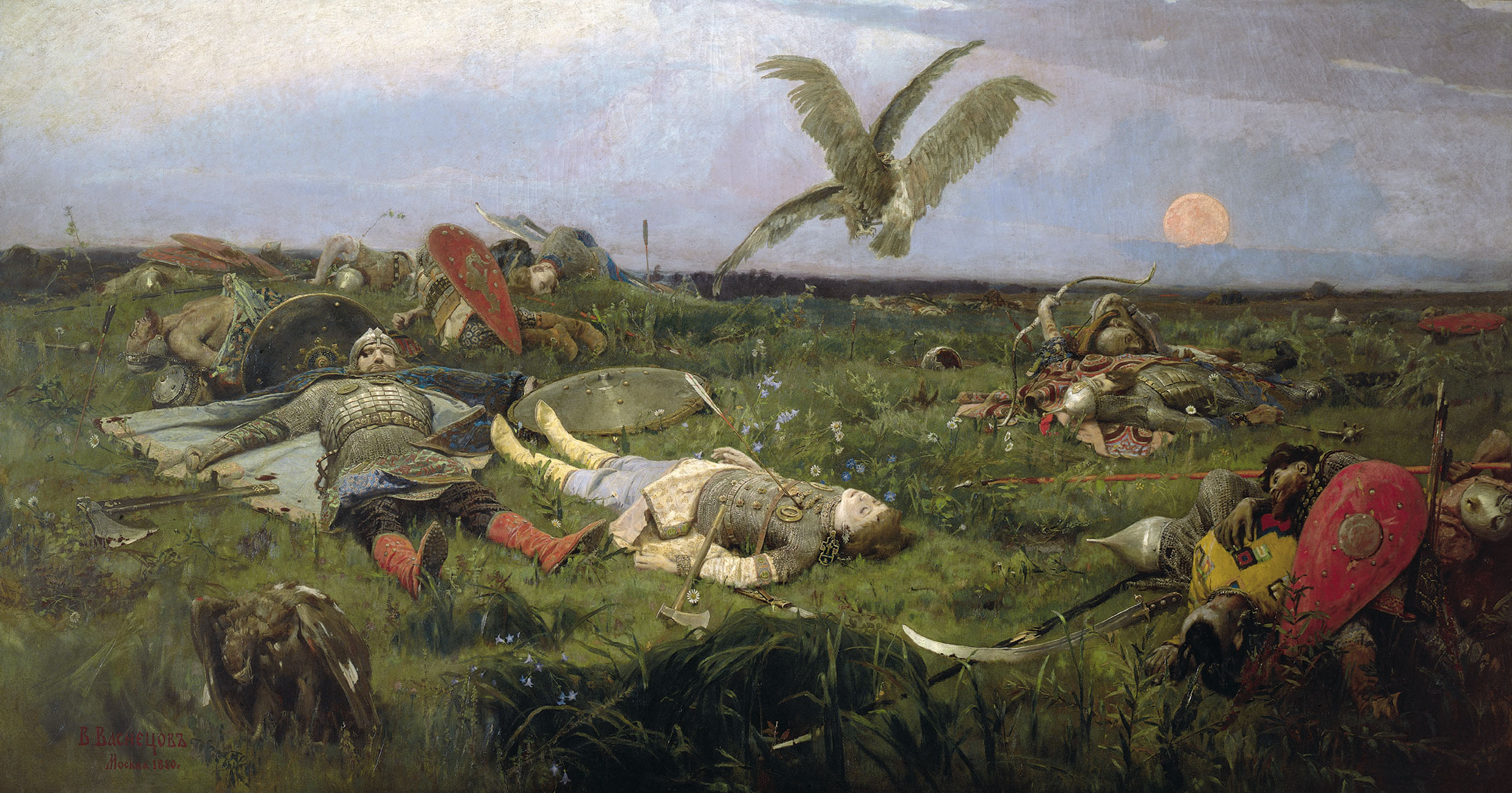
Після побоїща Ігоря Святославича з половцями (1880)
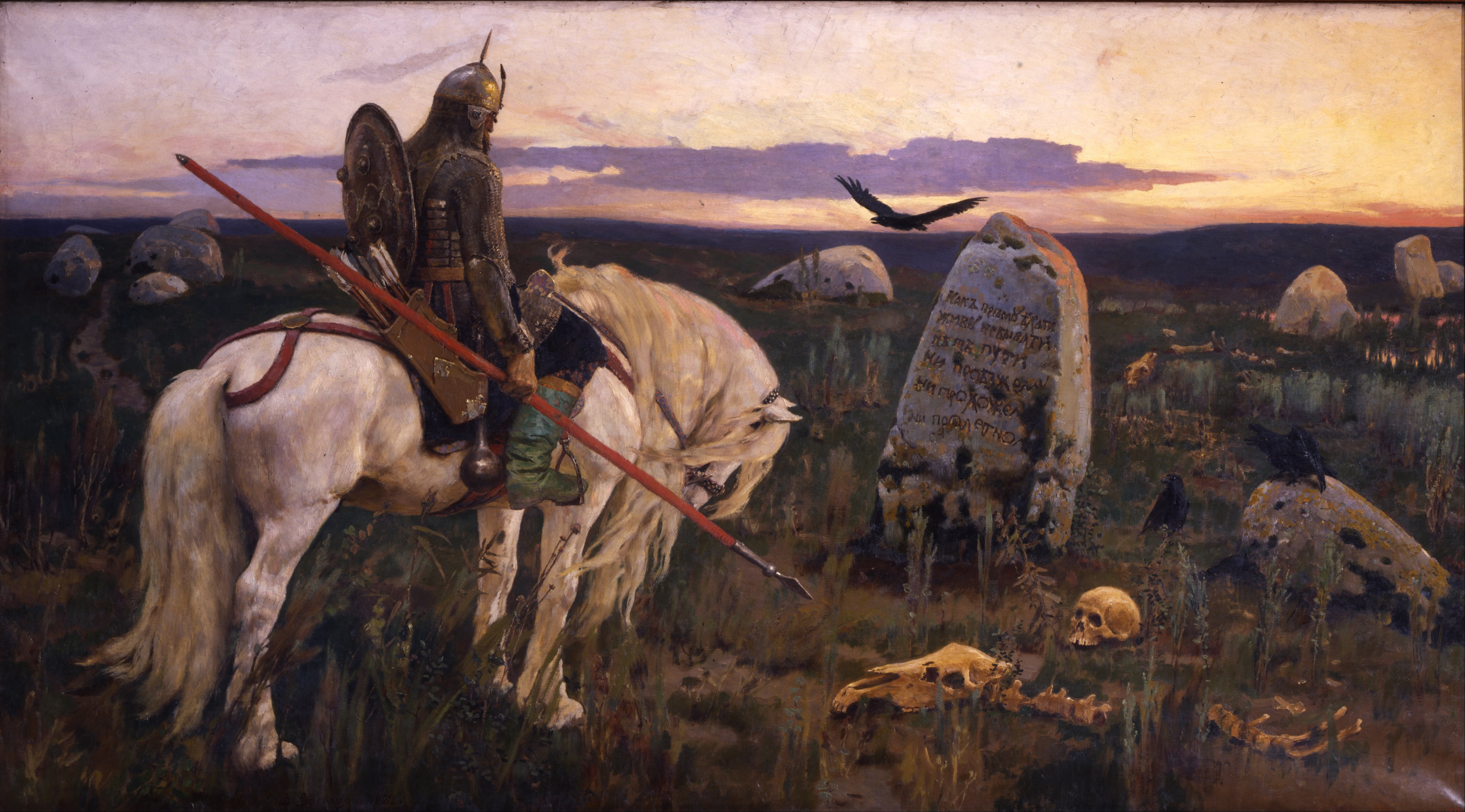
Витязь на роздоріжжі (1878)
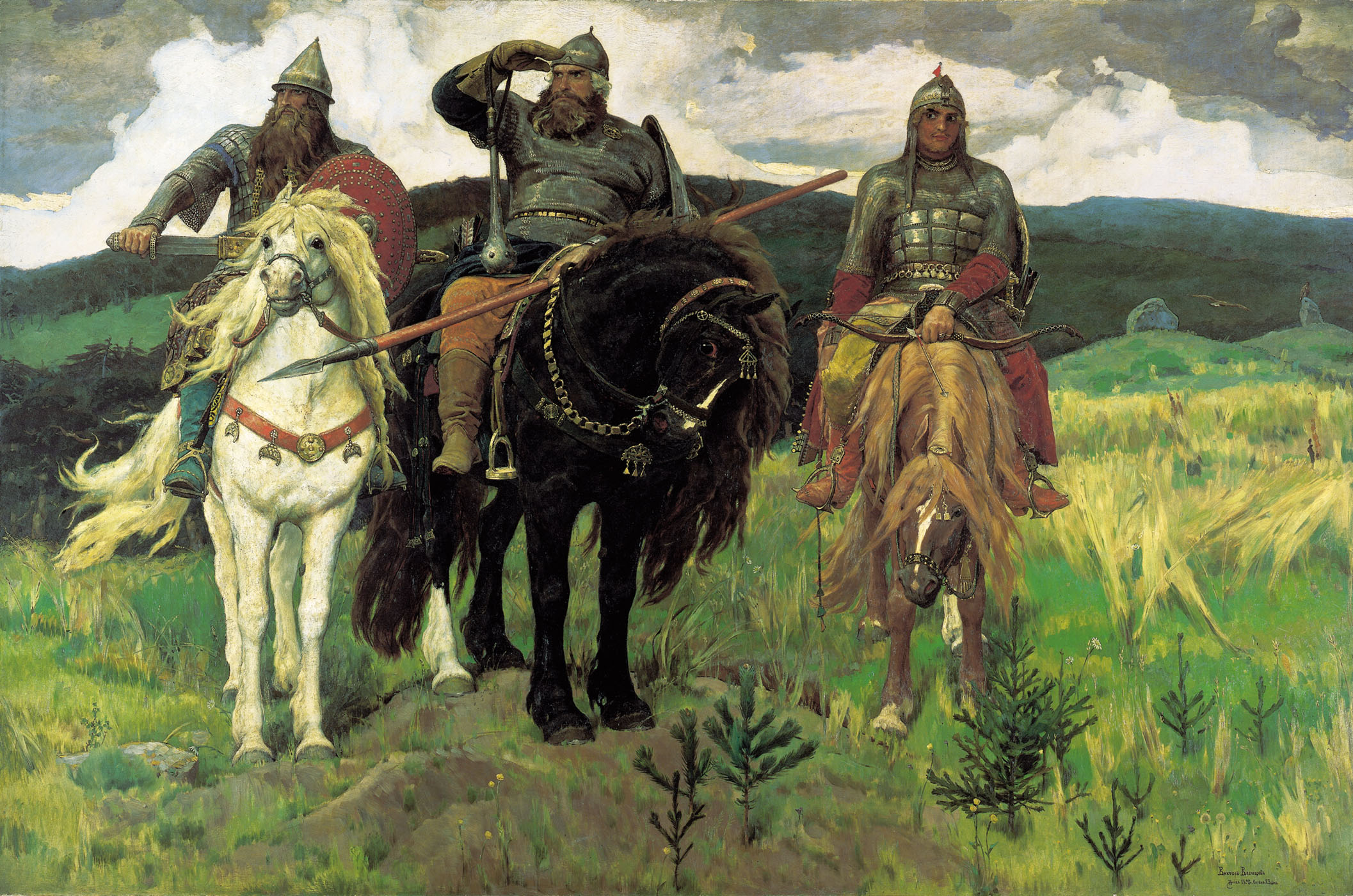
Богатирі (1898)
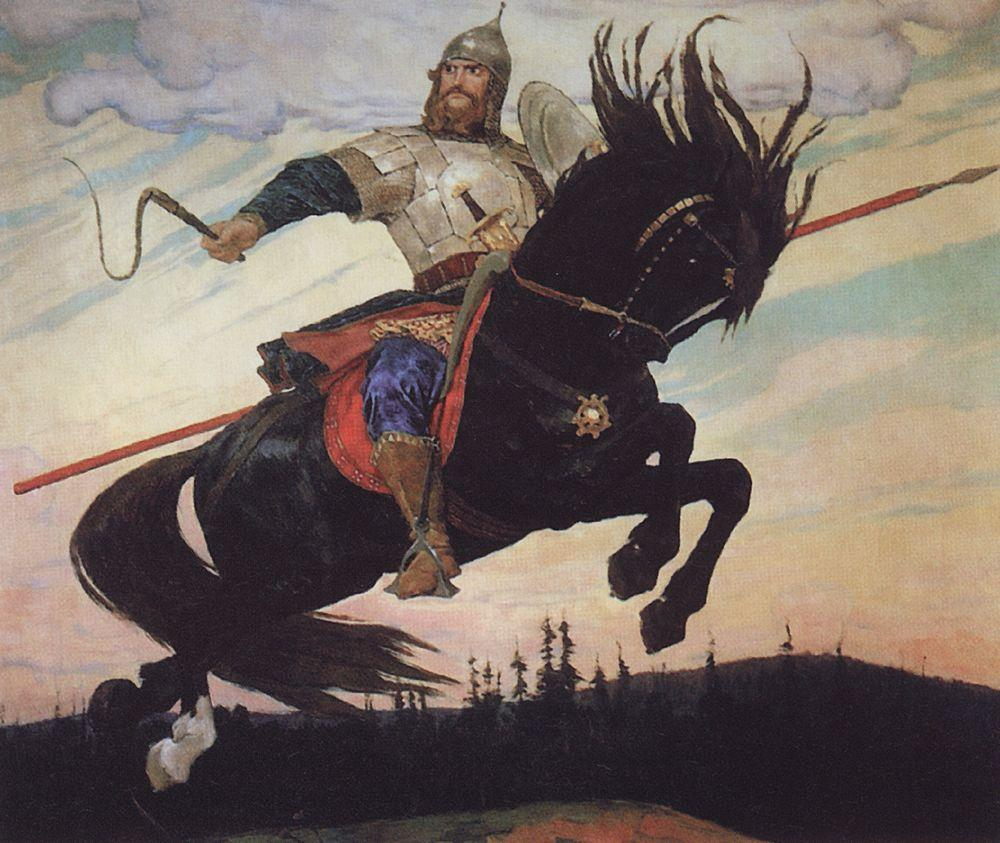
Ілля Муромець (1914)
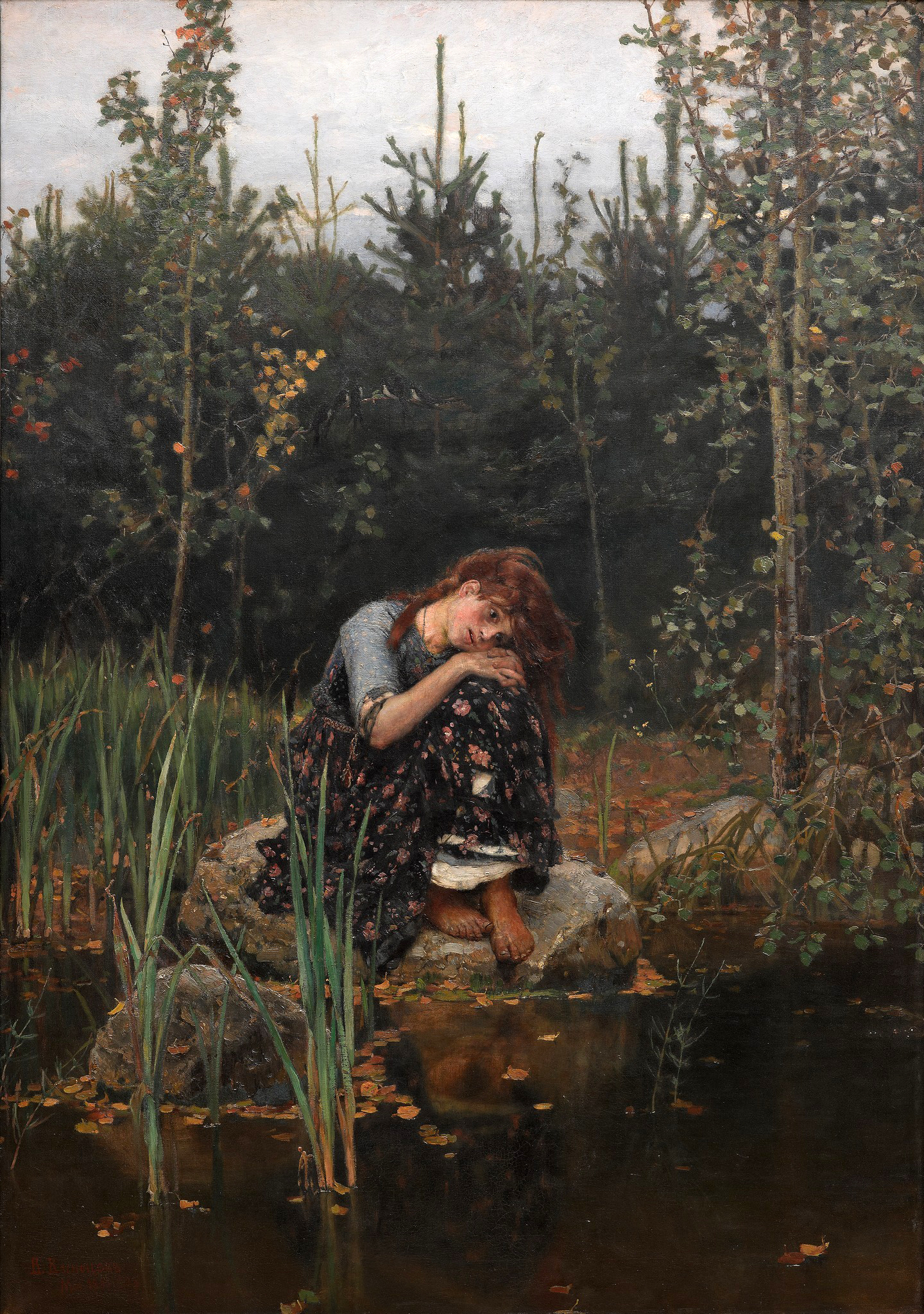
Альонушка (1881)
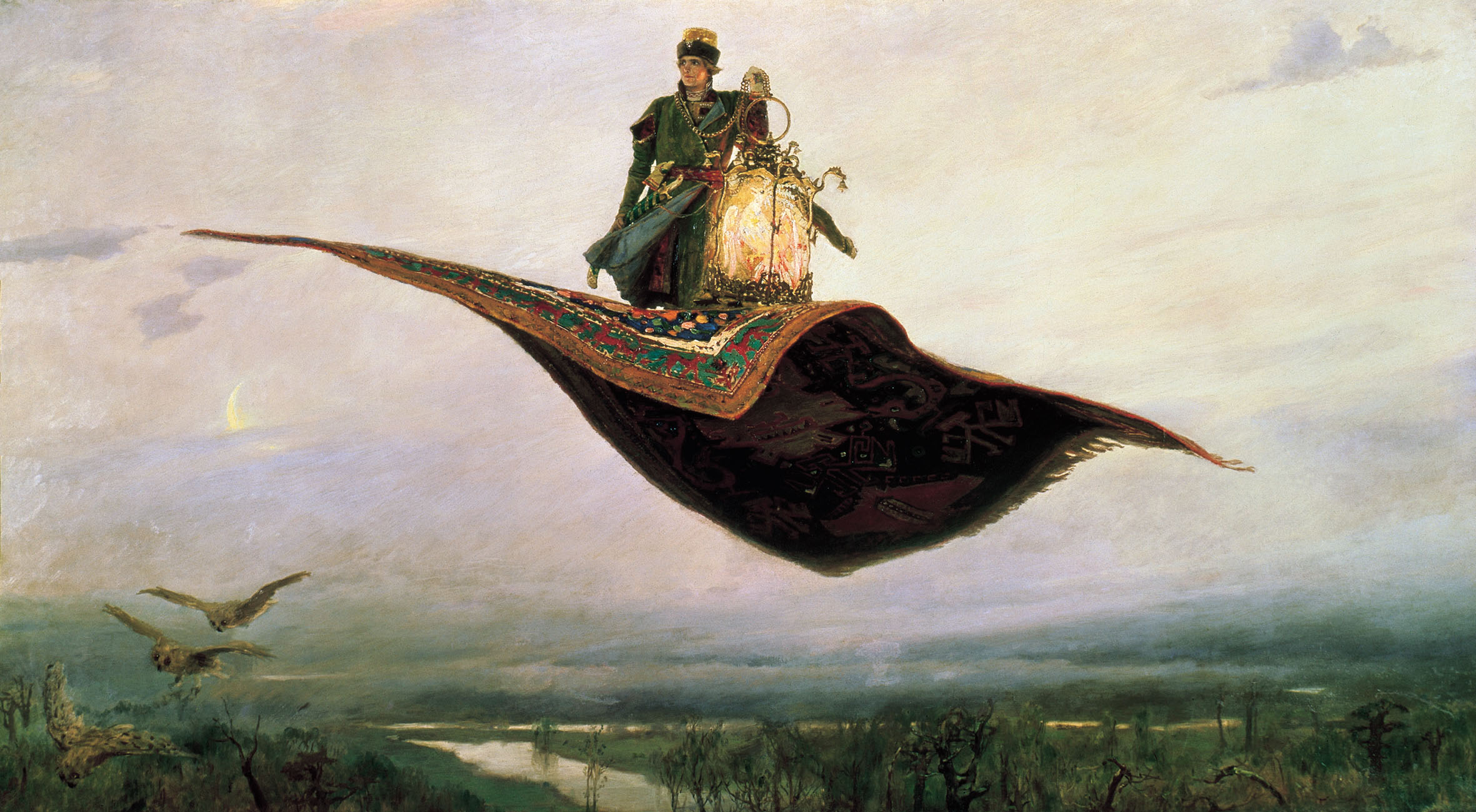
Килим-самоліт (1880)
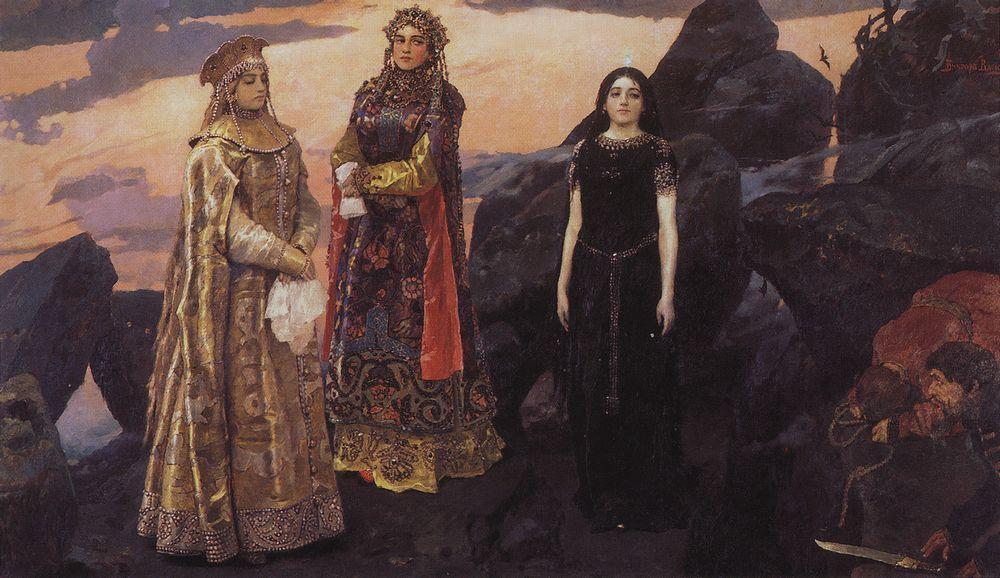
Три царівни підземного царства (1884, Національний музей «Київська картинна галерея»)
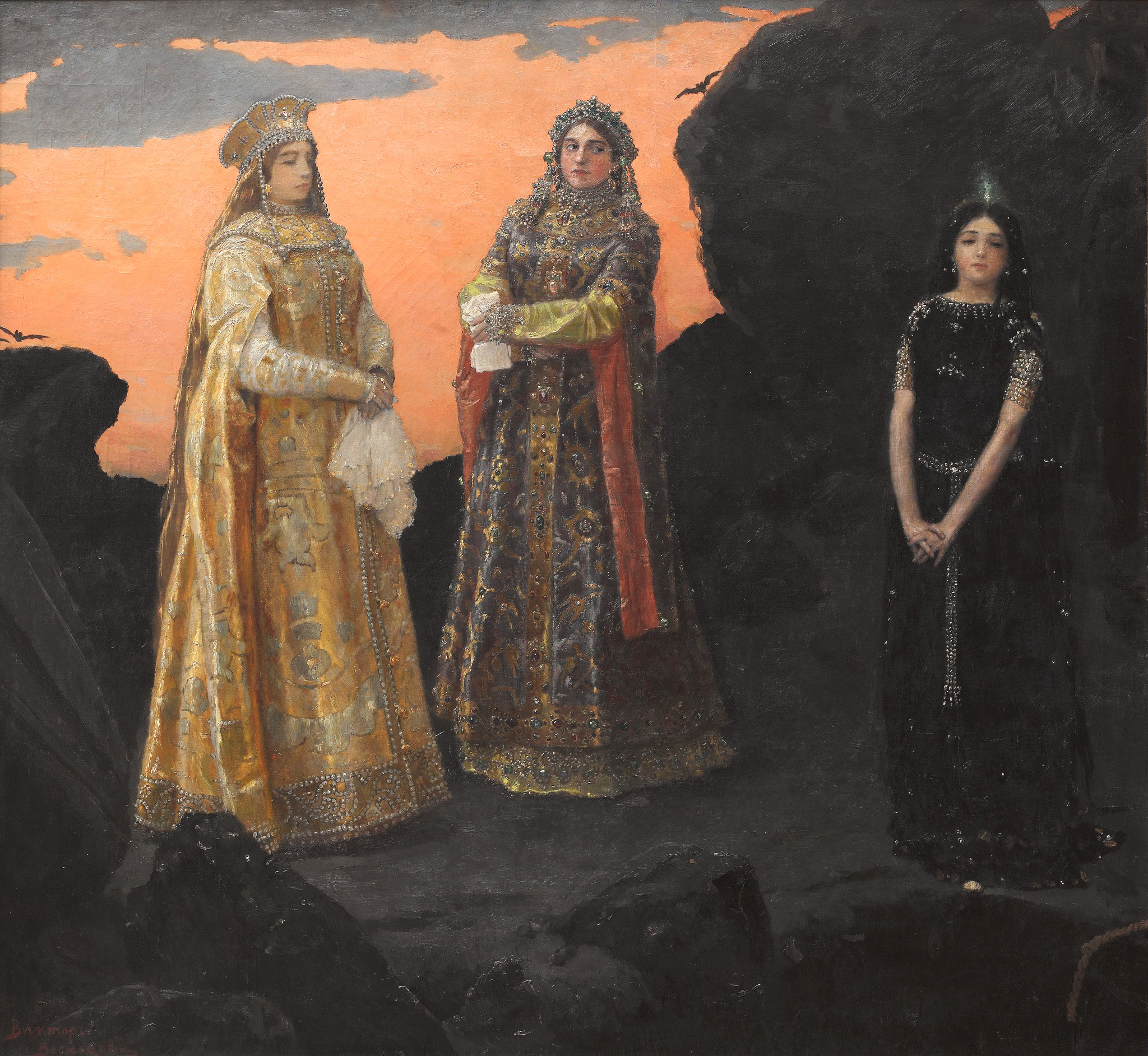
Три царівни підземного царства, (1881, Третьяковська галерея)
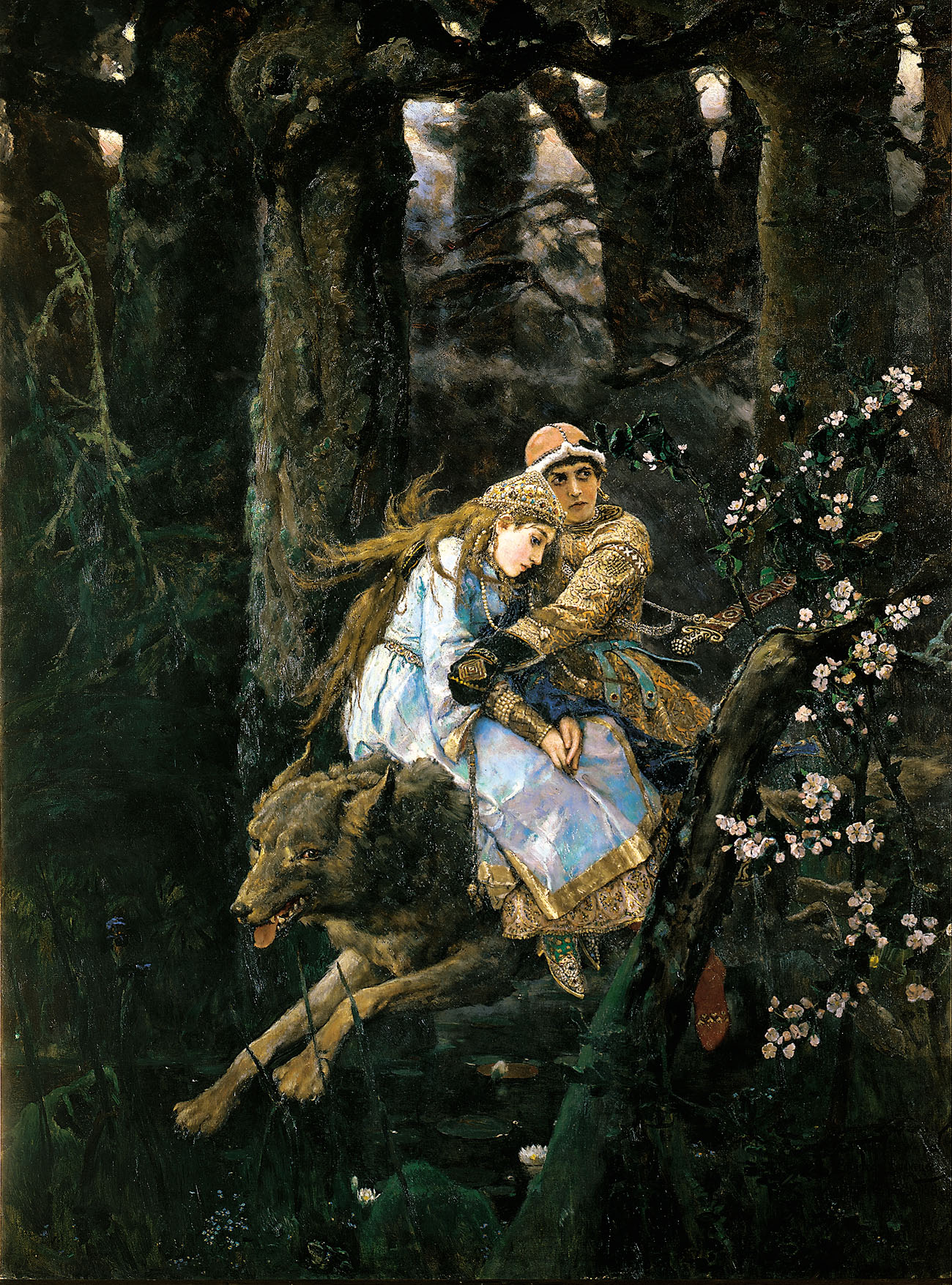
Іван-Царевич на сірому вовку (1889)
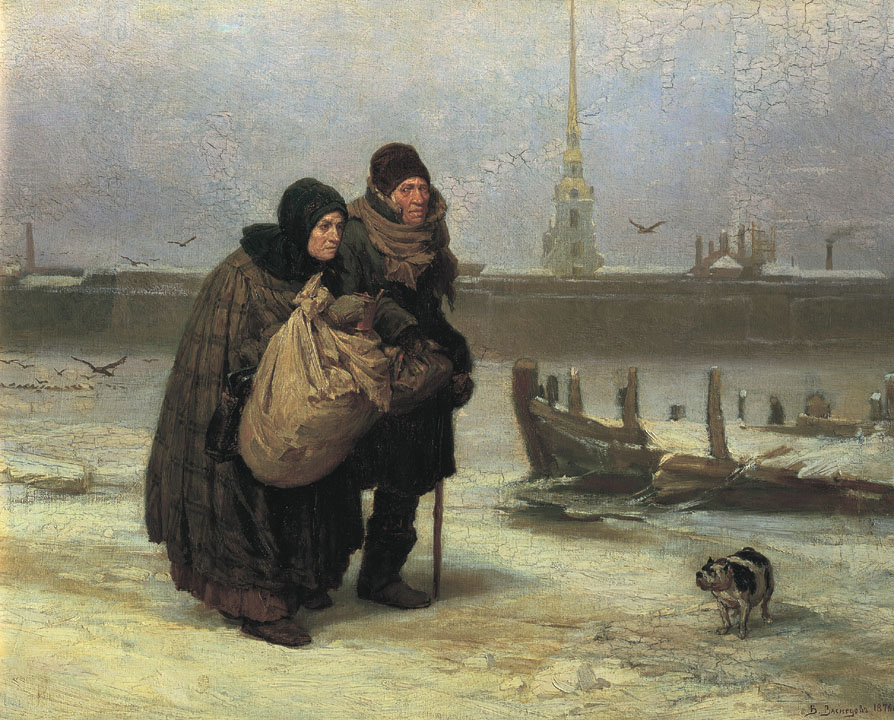
З квартири на квартиру (1876)
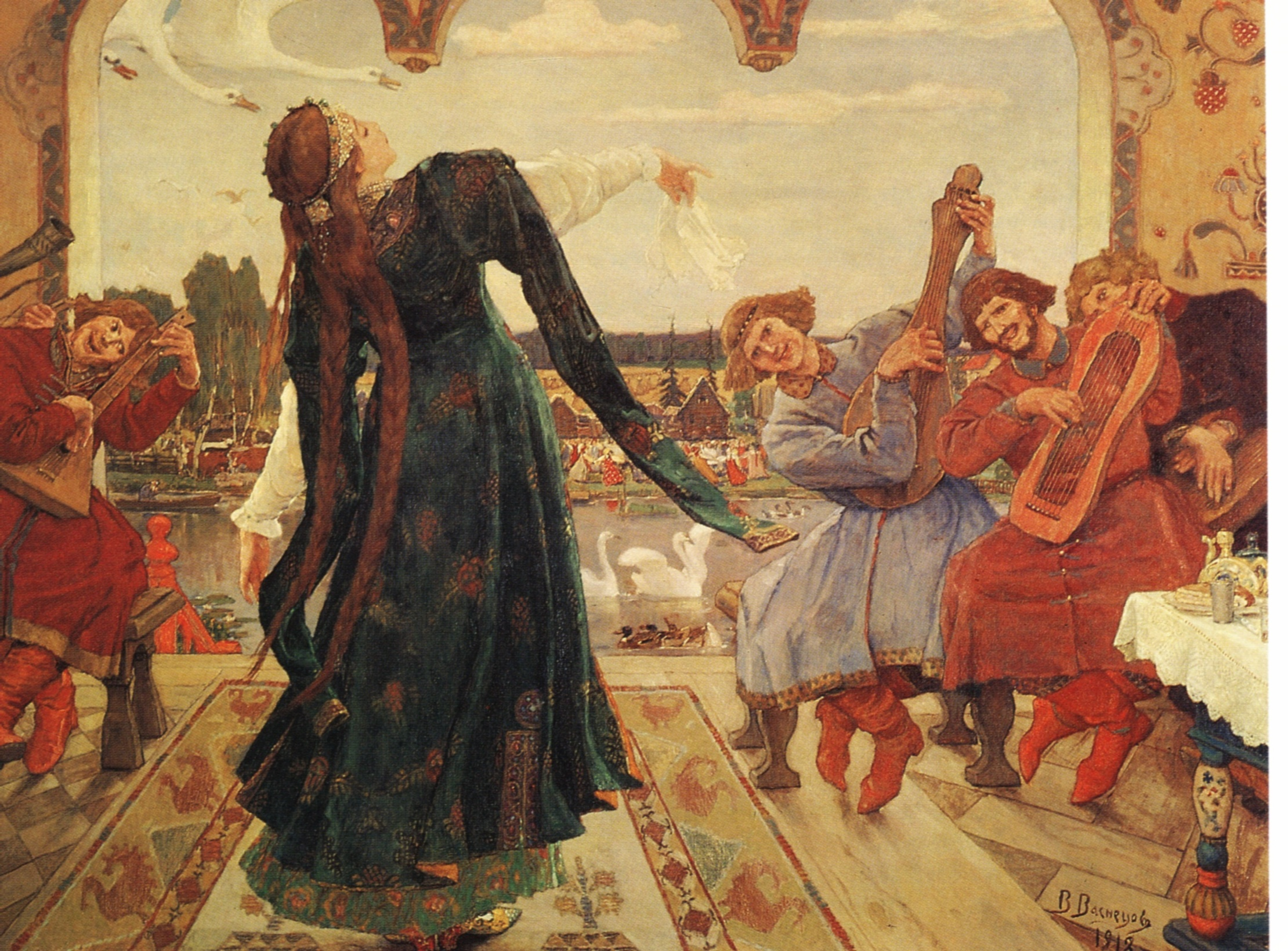
Царівна-жаба (1918)
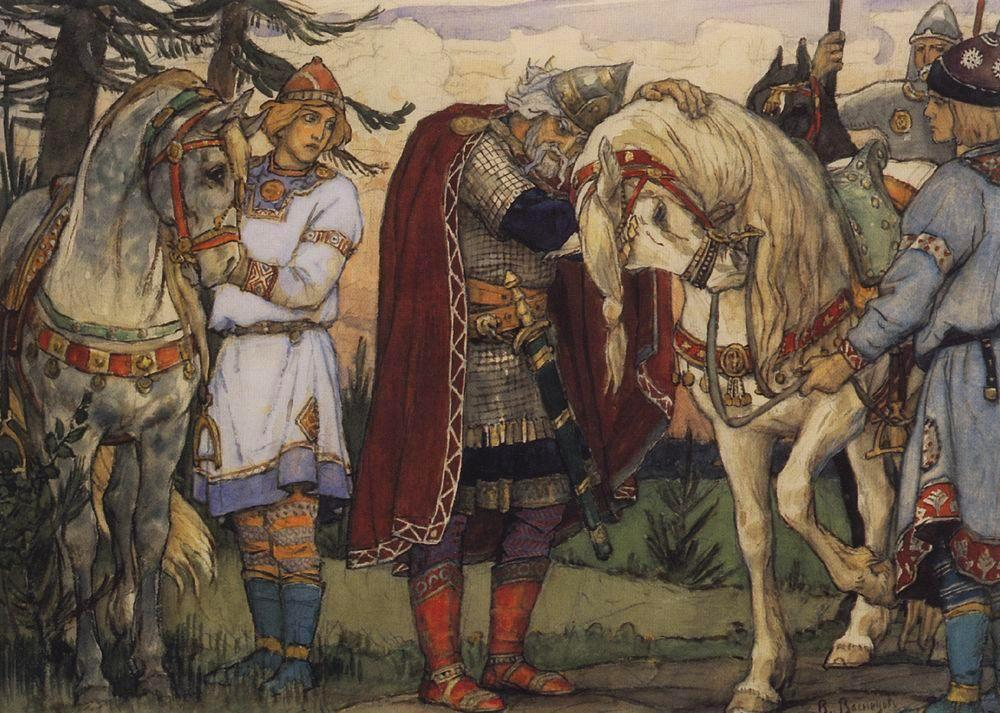
Прощання князя Олега з конем (1899)
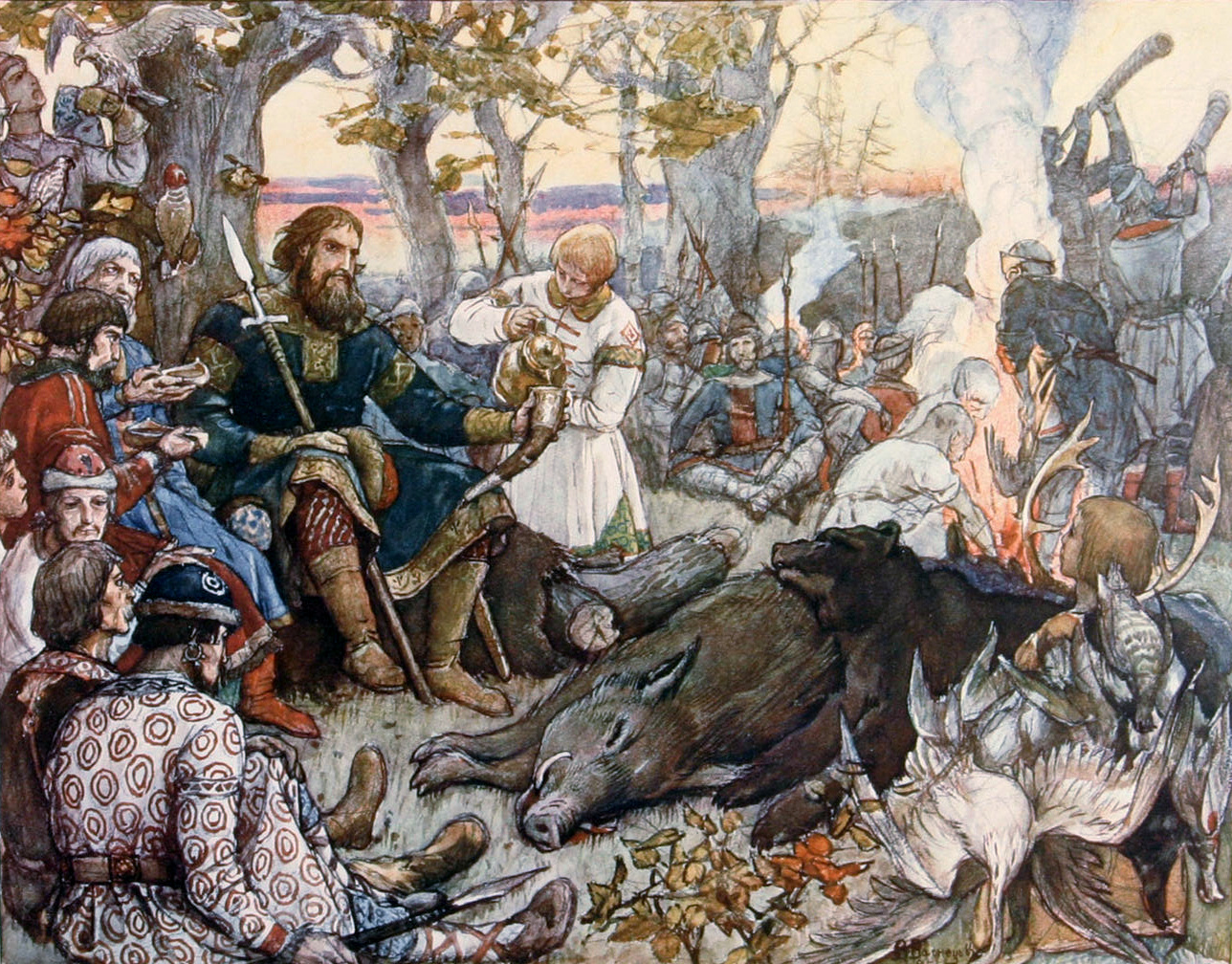
Відпочинок великого князя Володимира Мономаха після полювання
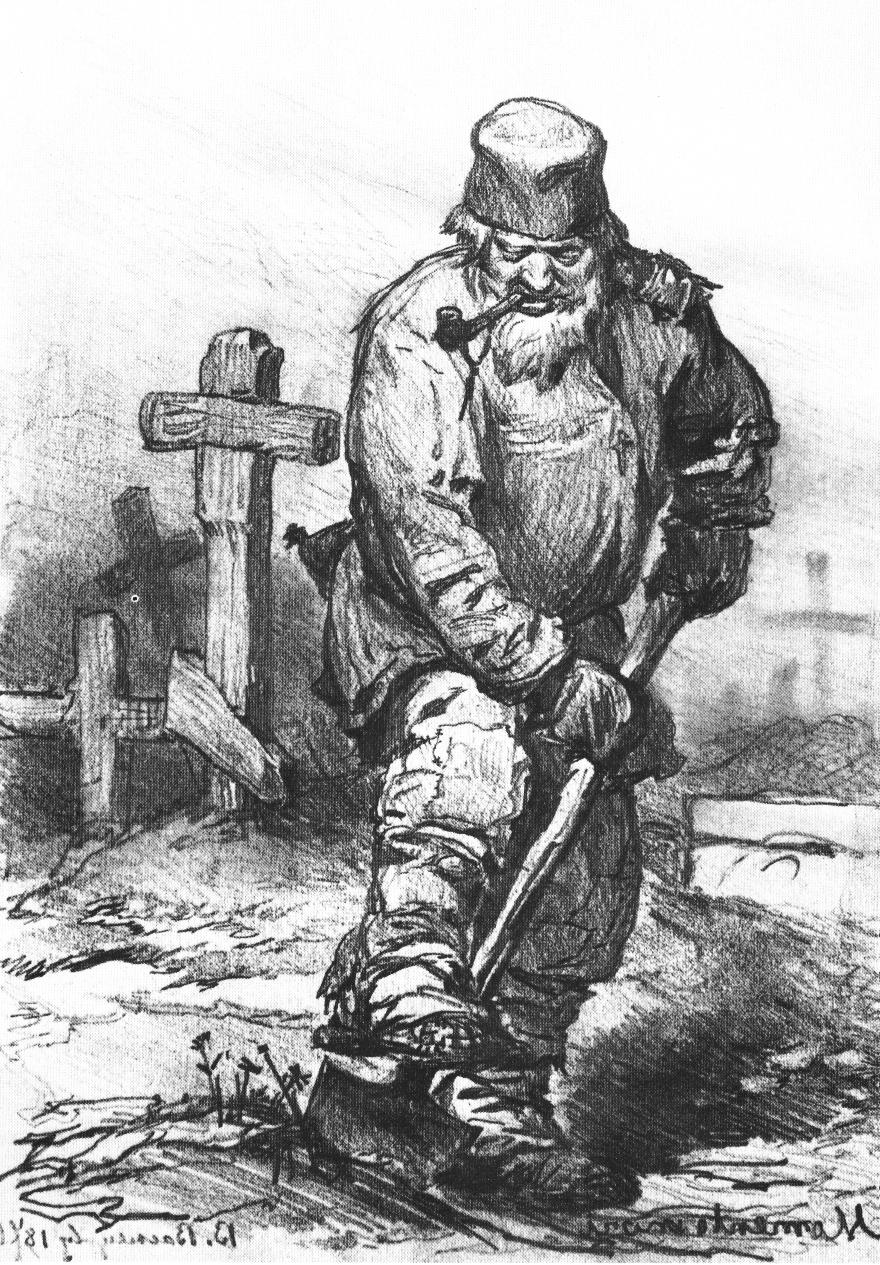
Могильник (1871)
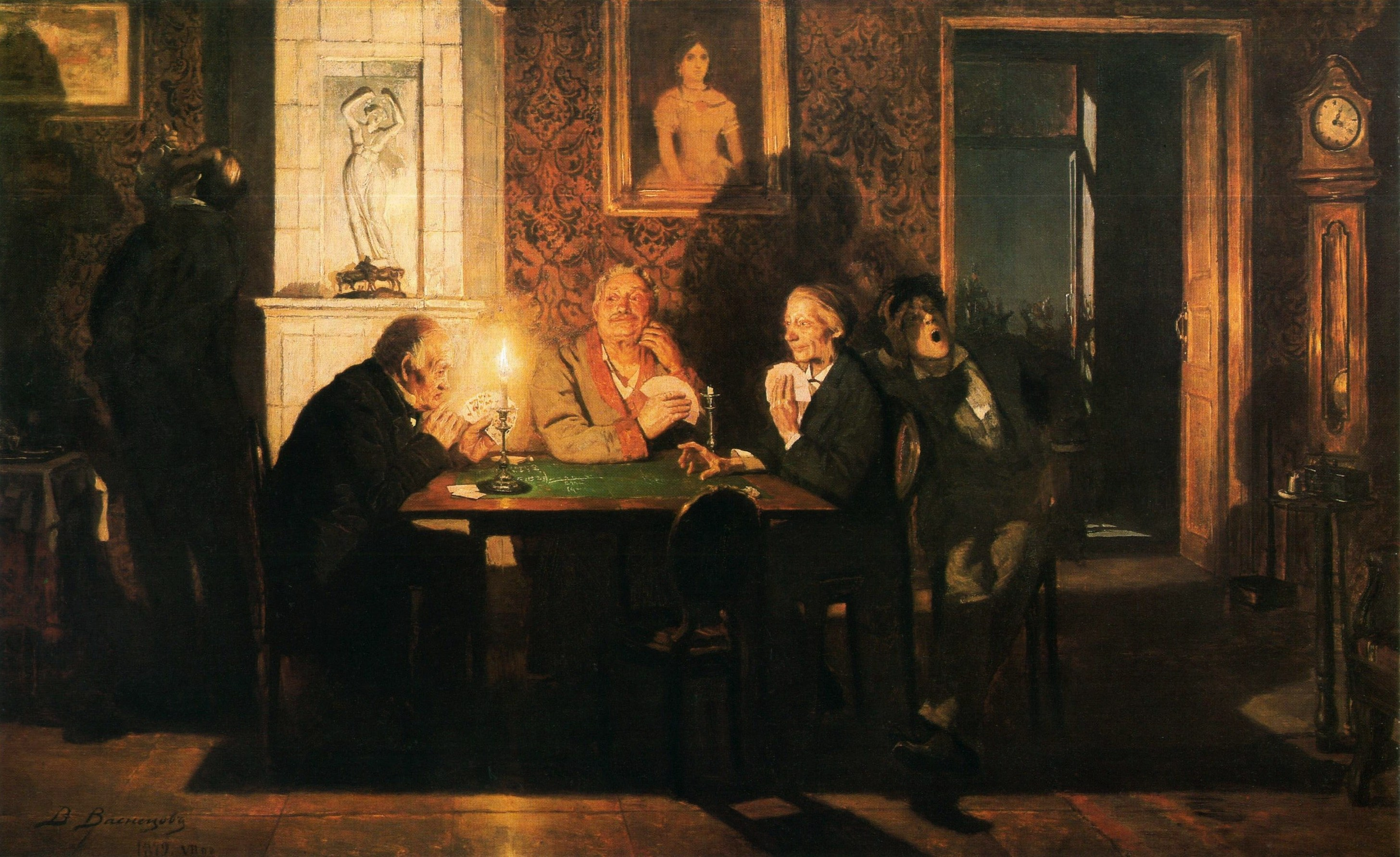
Преферанс (1879)
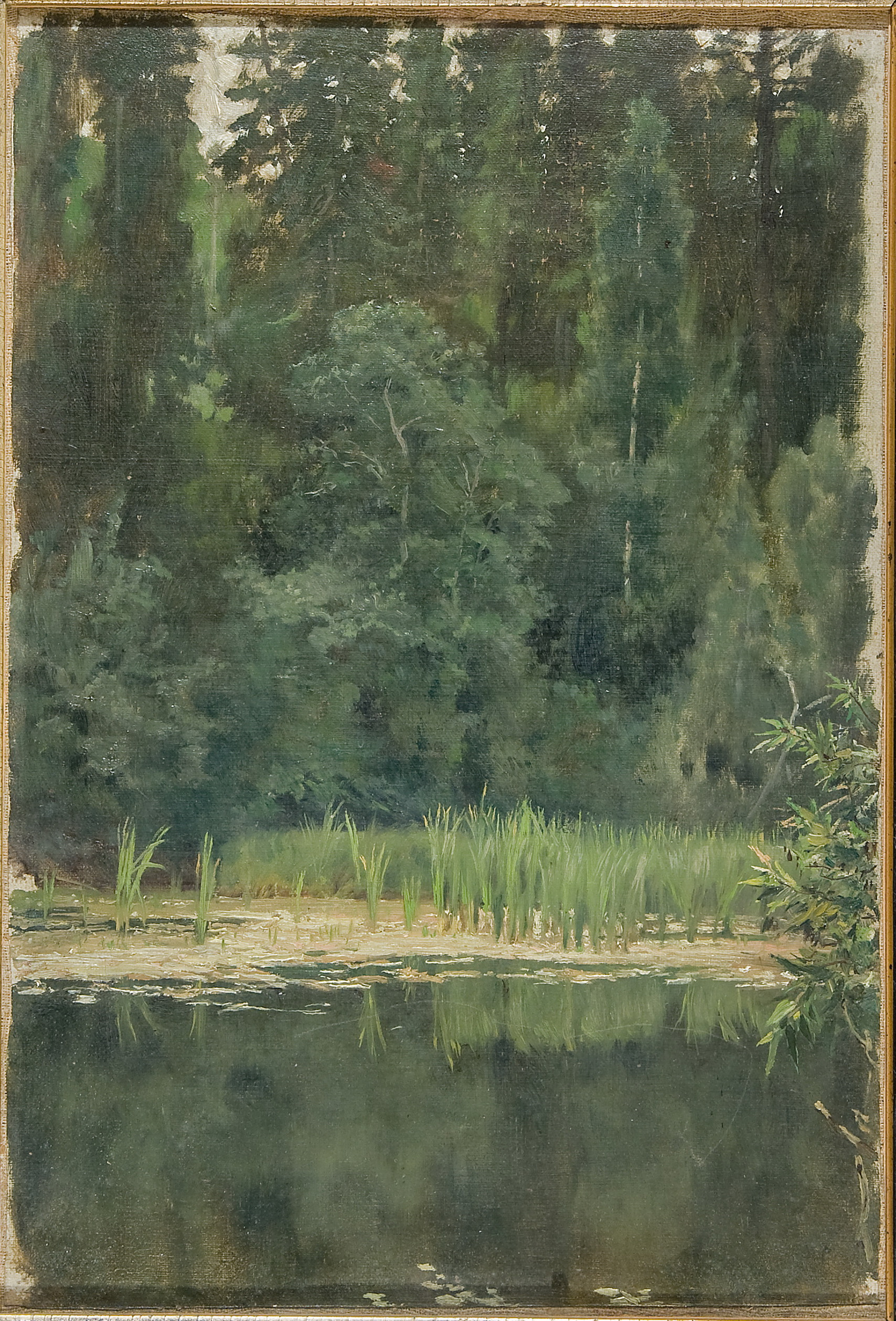
Альонушчин став (1880)
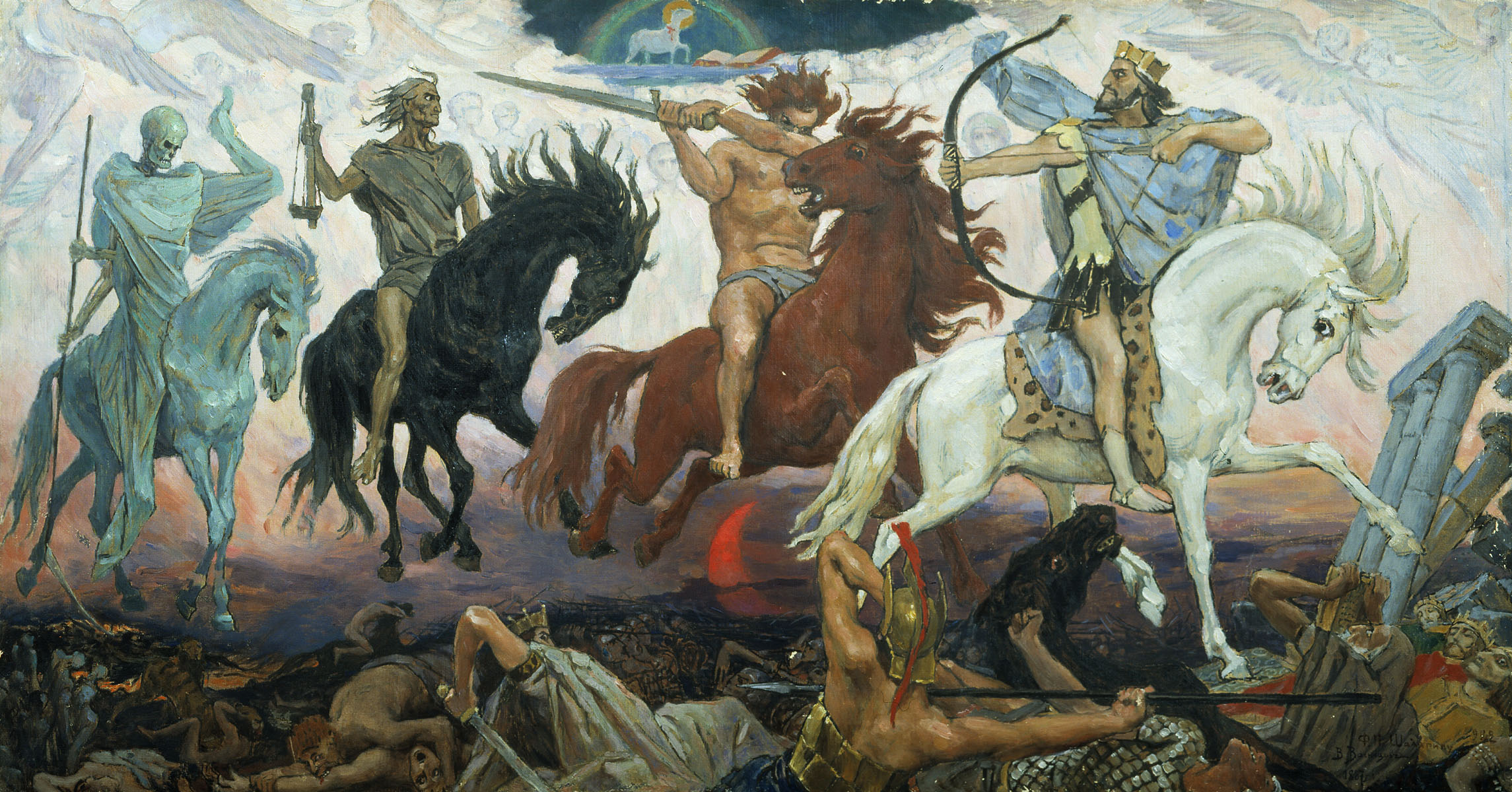
Чотири вершники Апокаліпсиса (1887)
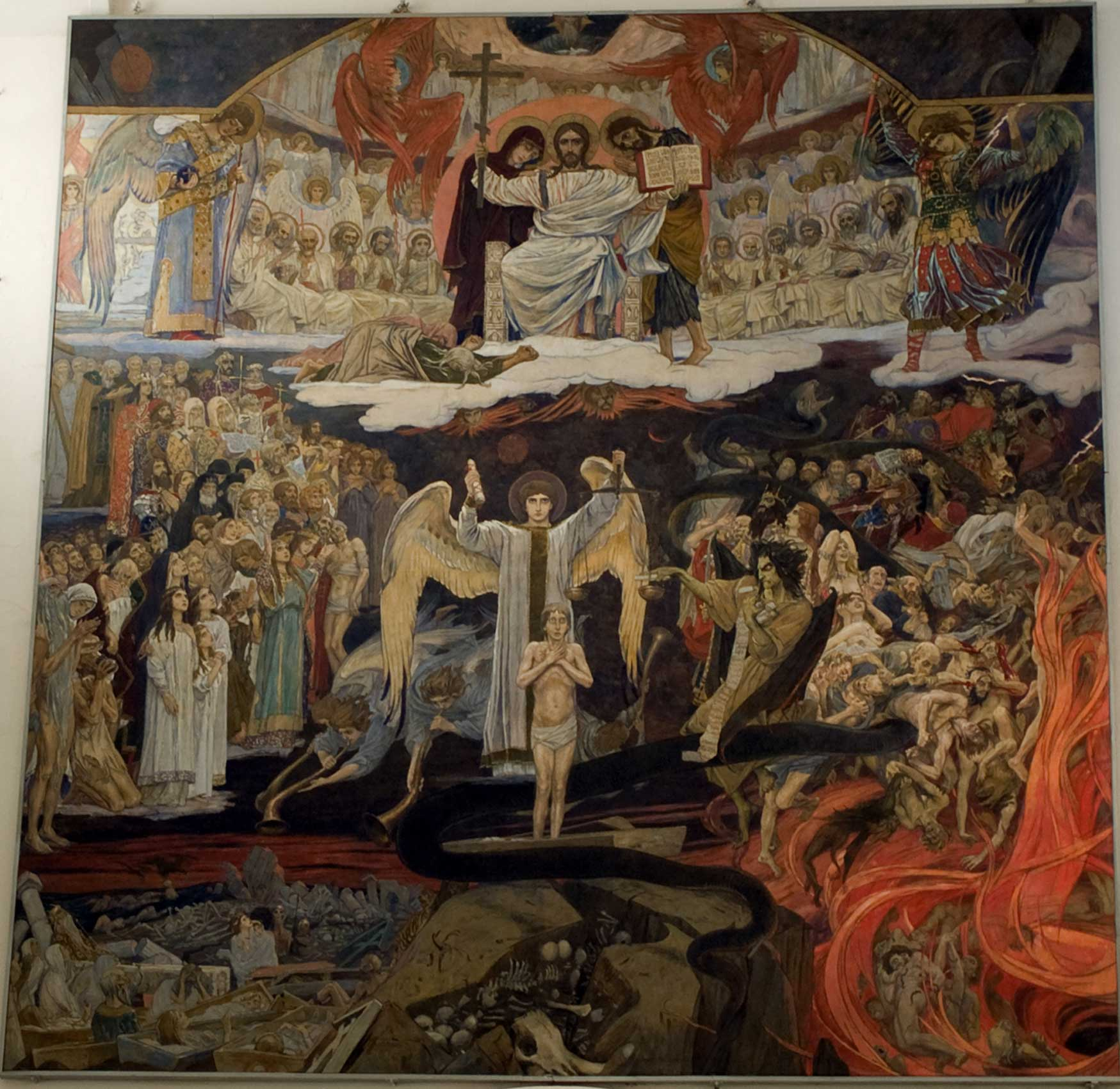
Страшний суд (1904)
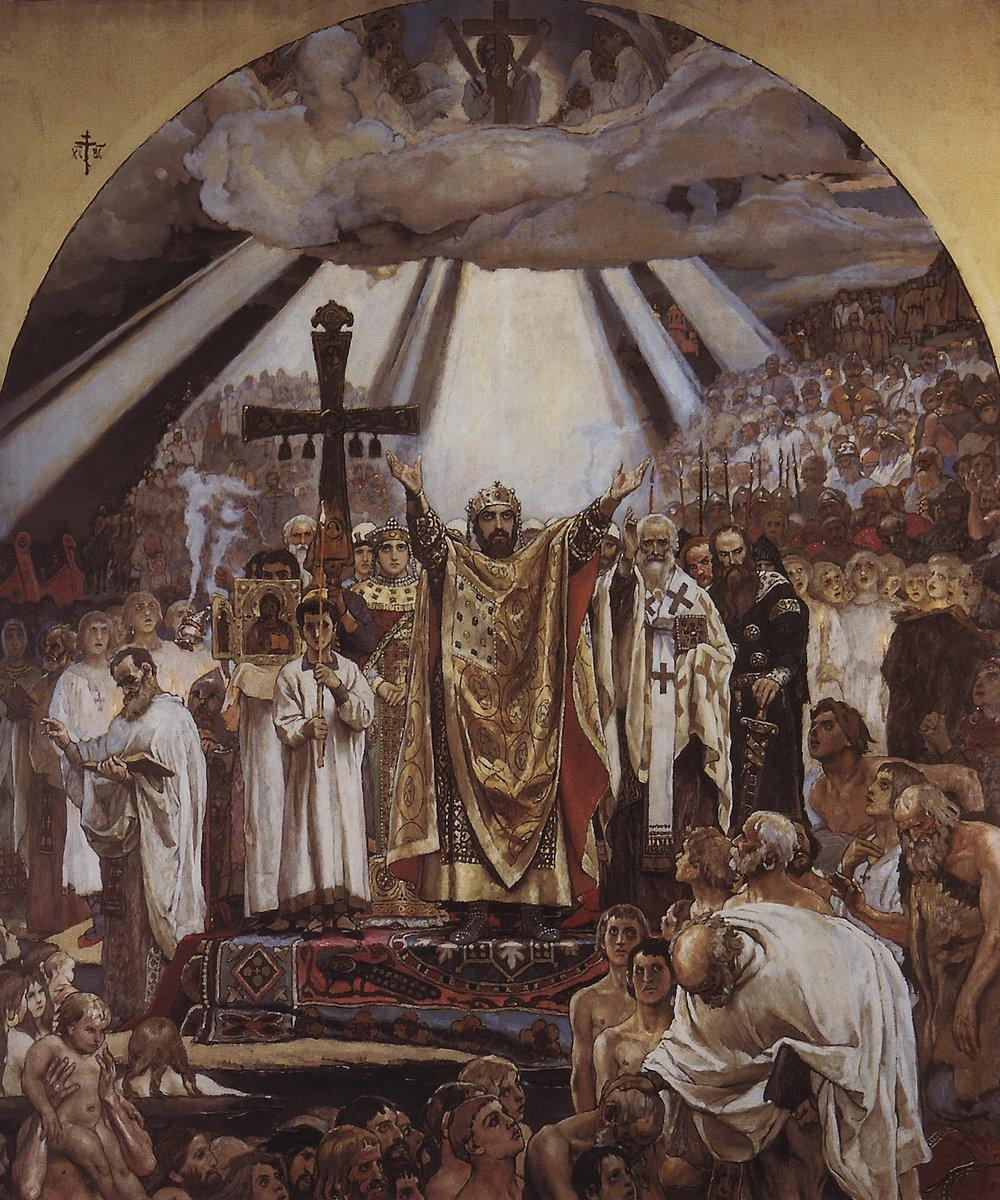
Хрещення Русі (1890)
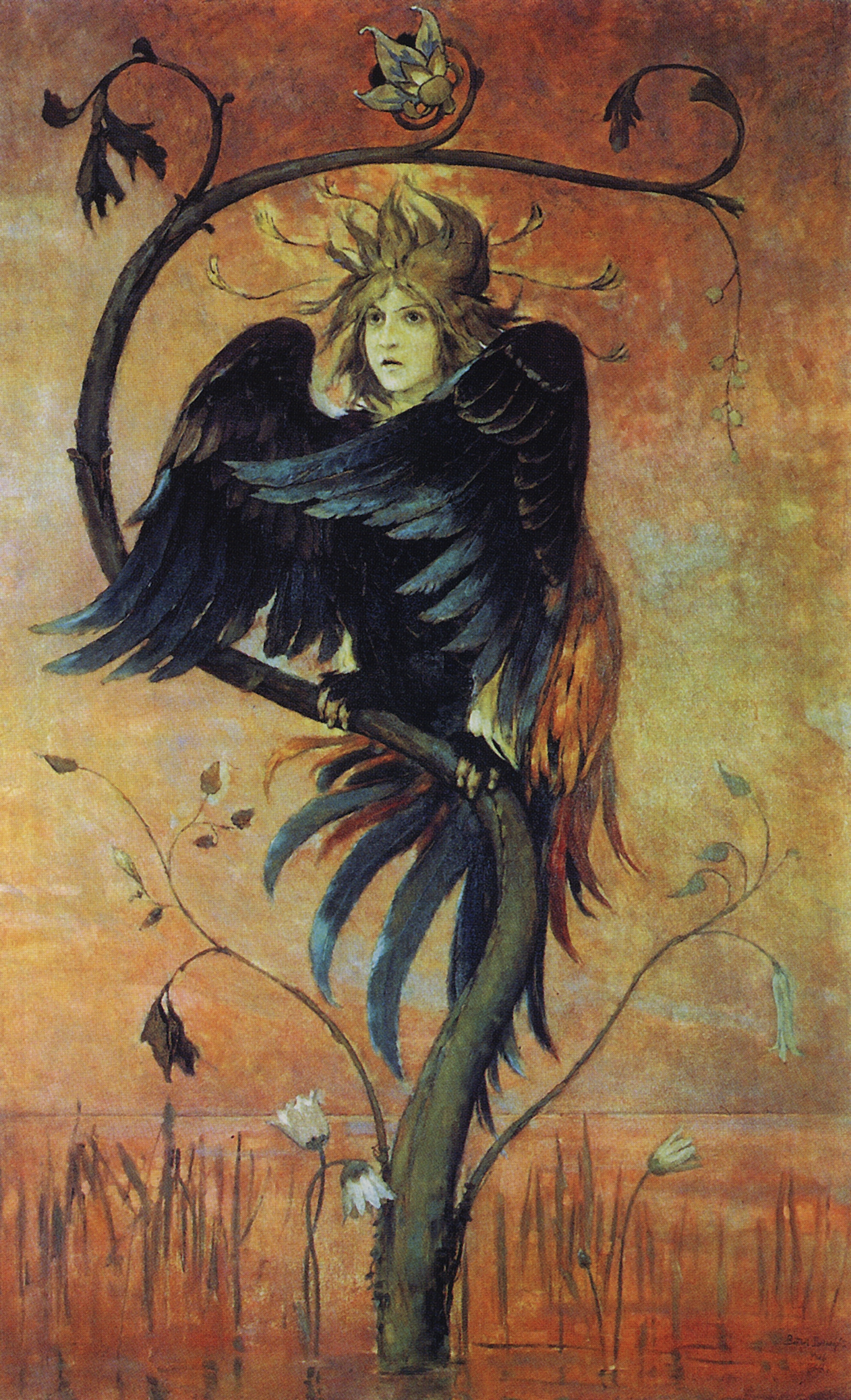
Гамаюн, птиця віща (1897)
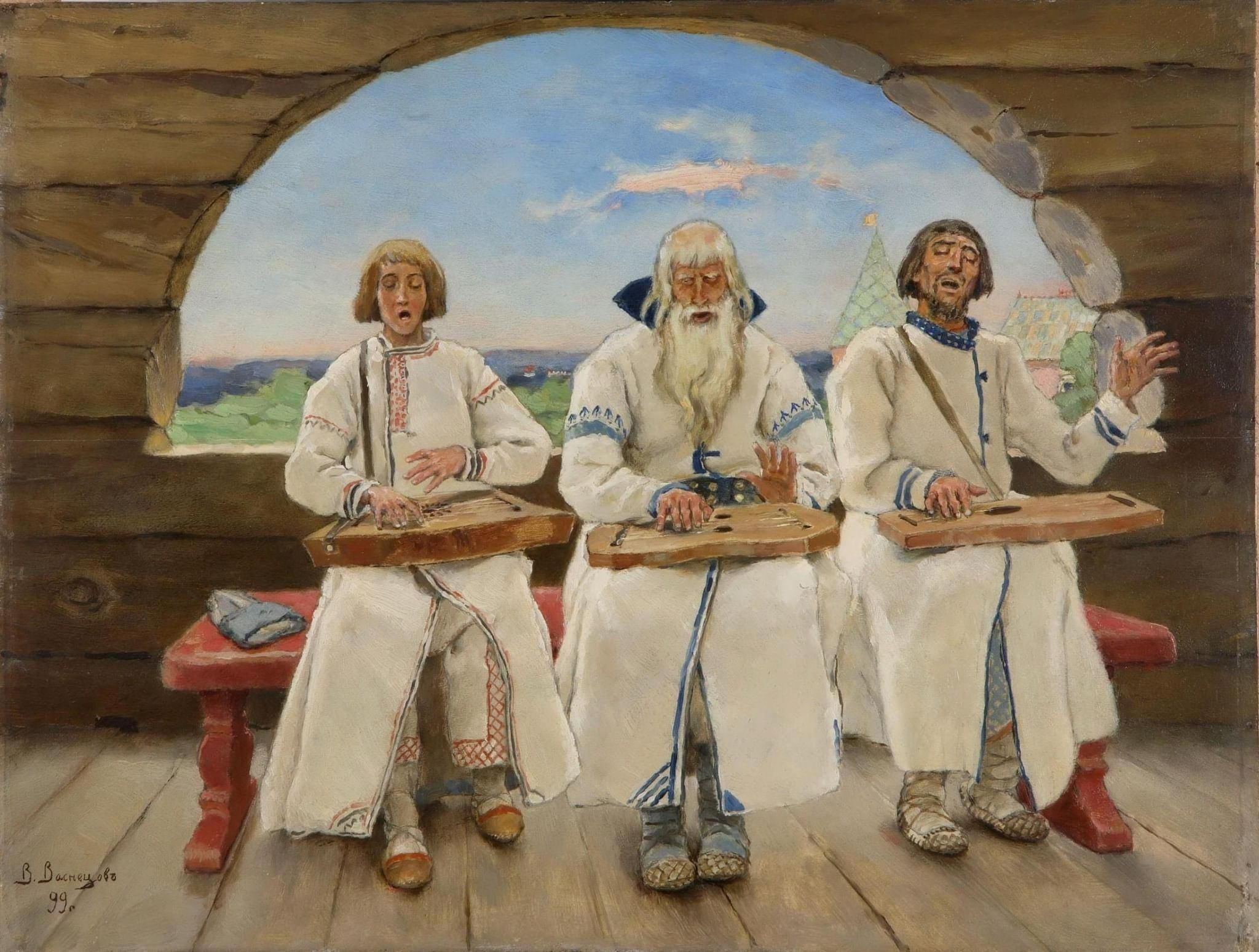
Гусляри (1899)
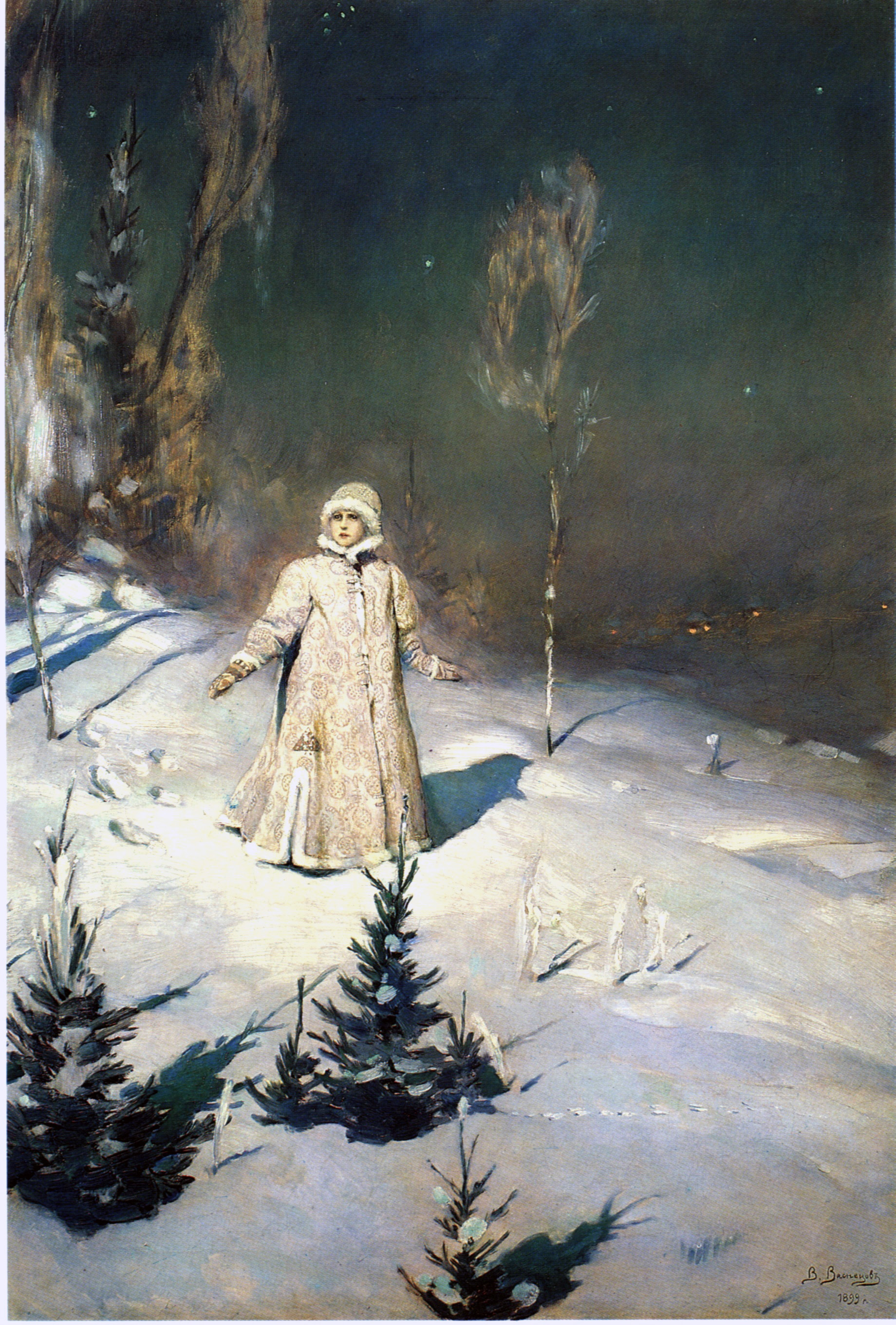
Снігуронька (1899)
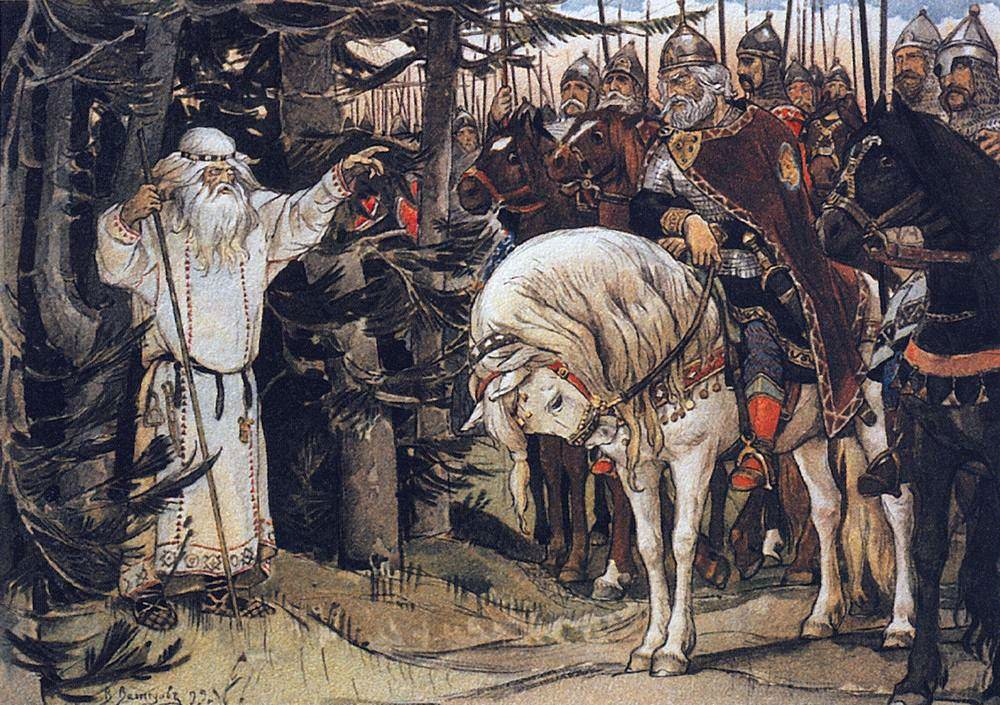
Зустріч Олега с чарівником[ru] (1899)
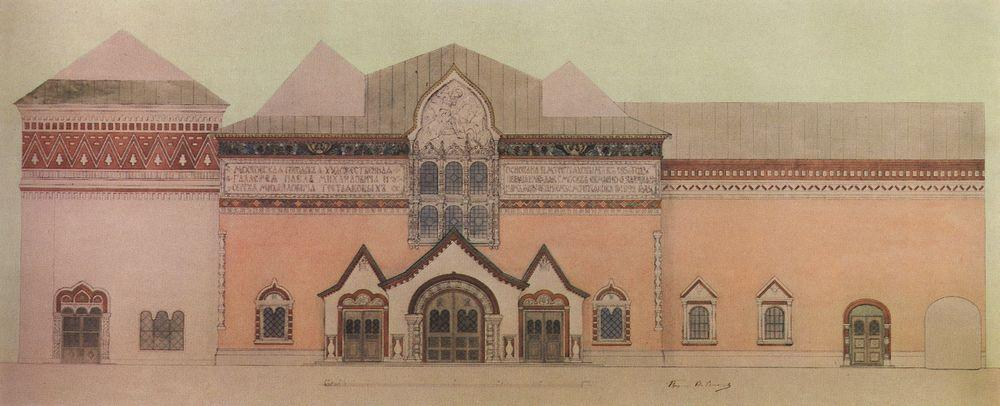
Ескіз фасаду Третьяковської галереї (1904)
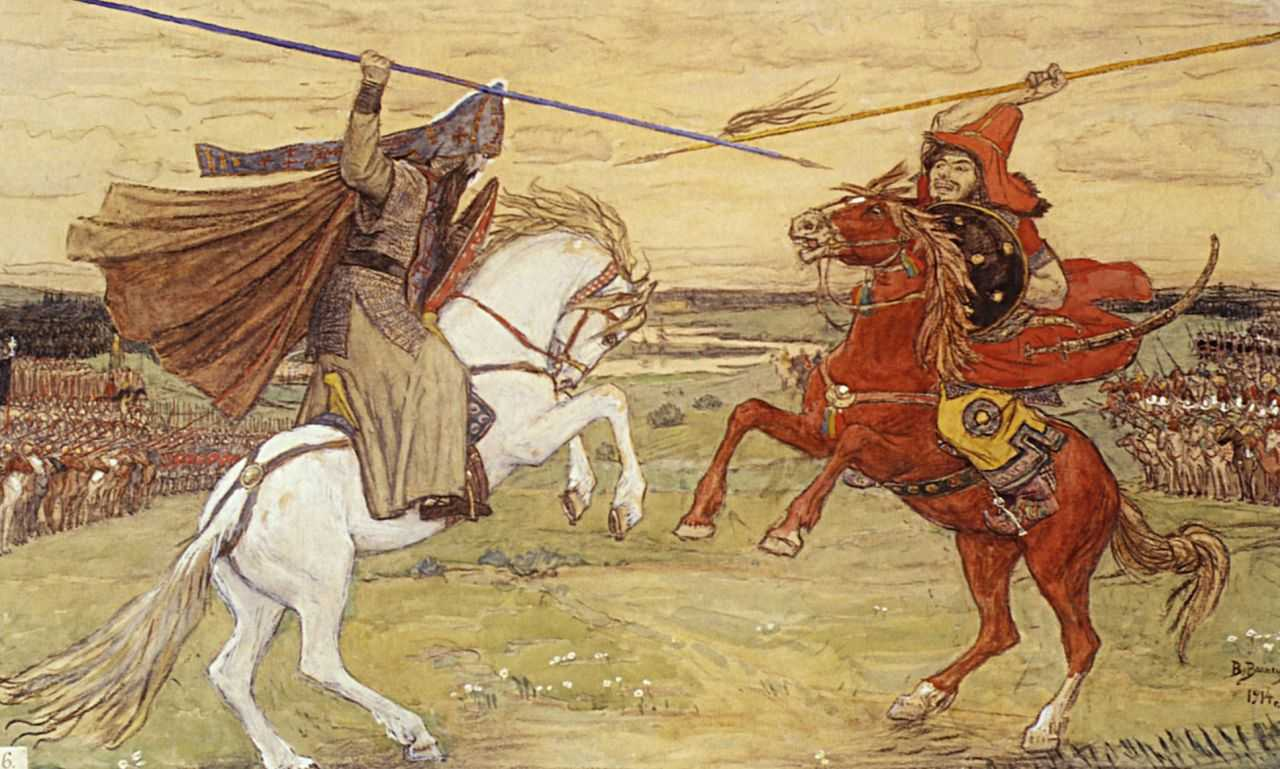
Поєдинок Пересвіта з Челубеєм (1914)
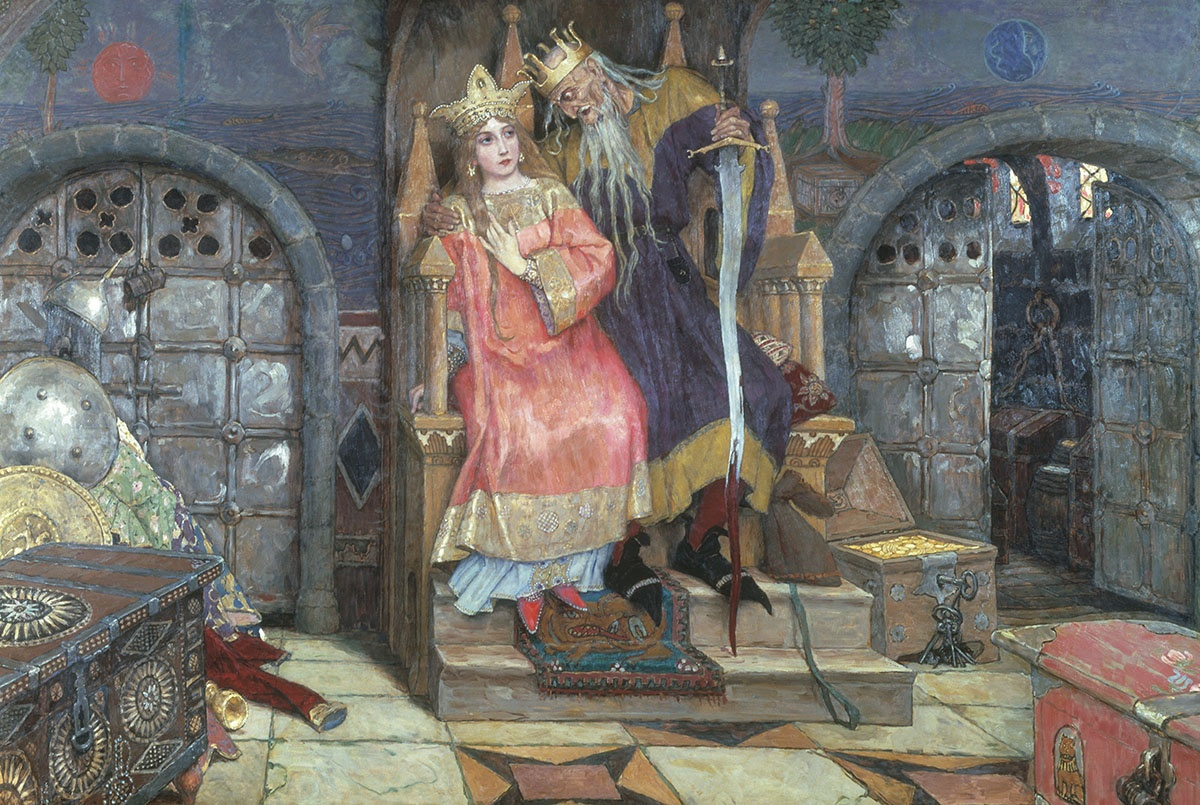
Кощій Безсмертний (1926)
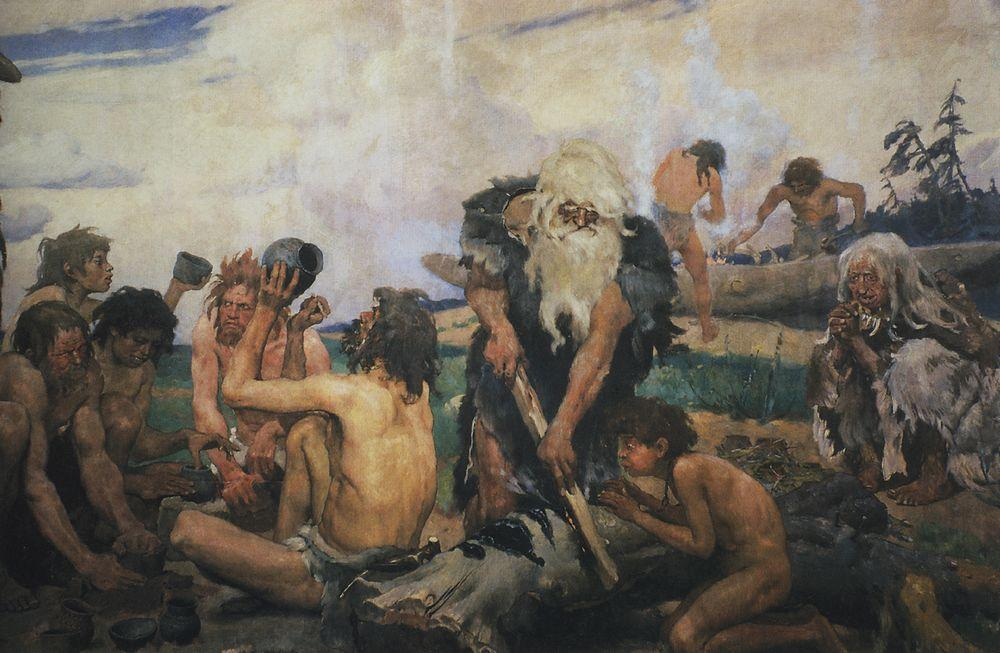
Кам'яна доба (1885)

## Музеї
- У Москві, у провулку Васнецова, розміщений Будинок-музей В. М. Васнецова
- Російський музей у Санкт-Петербурзі
- Державний Кіровський обласний художній музей ім. В. М. та А. М. Васнецових в м. Кірові Кіровської області Російської федерації
- Меморіальний будинок-музей В. М. та А. М. Васнецових у с. Рябово Кіровської області